# 伊朗—巴基斯坦关系
伊朗和巴基斯坦于1947年8月14日巴基斯坦独立之日建立了外交关系。伊朗是第一个承认巴基斯坦的国家。双方在经济上合作，并在许多共同关心的领域建立联盟，比如打击沿着边界的毒品贸易，以及俾路支省的叛乱活动。
冷战时期，两国都是对抗东方集团的西方集团的一员。它们是反共联盟中部公约组织的创始成员。伊朗在1965年印巴战争和1971年印巴战争中援助了巴基斯坦。两国对俾路支分离主义有共同的敌意，两国于70年代合作进行了俾路支斯坦行动。伊朗在孟加拉国解放战争中支持了巴基斯坦。在伊朗革命（1978年–1979年）推翻巴列维王朝后，巴基斯坦承认了伊朗伊斯兰共和国。在苏阿战争（1979年–1989年）期间，伊朗支持由巴基斯坦资助的阿富汗圣战者组织，而巴基斯坦则在两伊战争（1980年–1988年）中支持了伊朗。但巴基斯坦对塔利班在第三次阿富汗内战（1992年–1996年）中的支持则让伊朗不悦，当时伊朗反对阿富汗塔利班政权。在随后的第四次阿富汗内战（1996年–2001年）中，伊朗支持反塔利班的北方联盟。在2001年9月11日袭击之后，伊朗和巴基斯坦加入了美国的反恐战争。巴基斯坦经常作为伊朗与沙特阿拉伯代理人战争的调停者。伊朗也表示有兴趣加入中巴经济走廊，作为更大的“一带一路”倡议的一部分。在美国在2020年代彻底撤出军队并塔利班重掌政权之后，巴基斯坦加强了与伊朗的合作，推动阿富汗的和平与稳定，双方主张不应将阿富汗作为地缘政治竞争的角力场。
根据皮尤研究中心进行的民意调查，巴基斯坦是少数对伊朗看法积极的国家之一。民意调查显示，大部分巴基斯坦人对他们的西方邻国持积极态度。伊朗最高领袖哈梅内伊也呼吁对包括巴基斯坦在内的所有穆斯林国家的援助和相互合作。然而，有时双方关系仍然紧张。

## 历史

### 古代

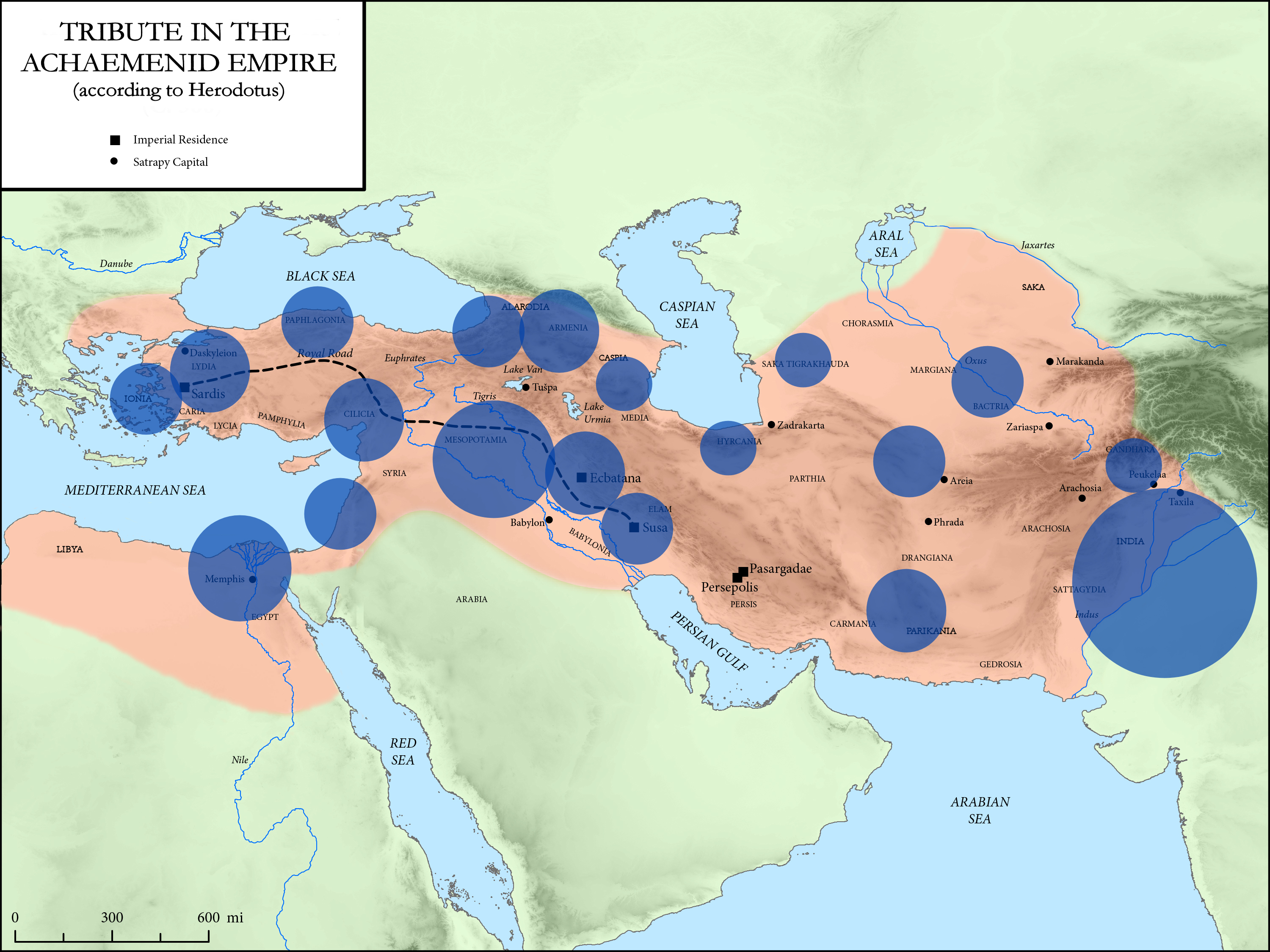
根据希腊历史学家希罗多德的记录，图示为阿契美尼德王朝税收分配的地图

由于巴基斯坦横跨伊朗高原和印度次大陆之间的中间地带，今天伊朗和巴基斯坦的的地区在历史上的许多时期一直同样的欧亚政体的统治之下。波斯阿契美尼德帝国在鼎盛时期横跨巴尔干半岛和印度河，征服了包括现代巴基斯坦俾路支省在内的地区和大流士一世统治期间的当代开伯尔普赫图赫瓦省所在的地区。

### 1979年之前的关系
冷战期间，伊朗巴列维王朝与巴基斯坦同为美国领导的西方集团的一员而保持着密切关系。1947年8月巴基斯坦独立后，伊朗是最早承认其主权地位的国家之一，沙阿·穆罕默德·礼萨·巴列维是第一位对巴基斯坦进行正式国事访问的国家元首（1950年3月）。自1947年以来，巴基斯坦的创始人穆罕默德·阿里·真纳成功地倡导了与伊朗及其他穆斯林世界建立友好关系的政策。
1950年5月，巴基斯坦总理利亚卡特·阿里·汗和伊朗国王穆罕默德·礼萨·巴列维签署了具有地缘政治意义的友好条约。在印度政府支持埃及总统加迈勒·阿卜杜勒·纳赛尔之后，纳赛尔正在寻求输出泛阿拉伯意识形态，然而这种意识形态威胁到许多传统的阿拉伯王国，其中许多国家选择与伊朗结盟。外交政策作家哈什·V·潘特指出，出于其他原因，伊朗是巴基斯坦的天然盟友和榜样。两国出于贸易目的相互给予最惠国待遇；伊朗以优厚条款向巴基斯坦提供石油和天然气，伊朗和巴基斯坦军队合作镇压俾路支省的叛乱运动。沙阿时代，伊朗在许多领域向巴基斯坦靠拢。巴基斯坦、伊朗和土耳其加入了美国主导的中央条约组织，该组织与苏联南部周边地区建立了防御联盟。伊朗在1965年印巴战争中为巴基斯坦提供了护士、医疗用品和5000吨石油的支援。伊朗还曾表示考虑在武装冲突期间对印度实施石油禁运。印度政府认为伊朗公然偏袒巴基斯坦是试图在战争中削弱印度。据报道，美国暂停对巴基斯坦军事援助后，伊朗从西德购买了90架F-86佩刀战斗机，随后将其交付给巴基斯坦。
尽管巴基斯坦于1955年决定加入中央条约组织 (CENTO)很大程度上是出于其对印度的安全考虑，但直到伊朗确信英国政府不会阻碍在伊朗对在伊朗的英国石油公司国有化之后才正式加入该组织。 Mujtaba Razvi博士认为，若伊朗在这些事件中受到负面影响，巴基斯坦则可能不会加入中央条约组织。
在1971年的印巴战争中，伊朗再次为巴基斯坦提供了军事装备和反对印度的外交支持。伊朗国王将印度的袭击描述为公然的侵略和对巴基斯坦内政的干涉。在接受巴黎一家报纸采访时，他公开表示“我们百分百支持巴基斯坦”。伊朗总理阿米尔-阿巴斯·霍维达也紧接着称“巴基斯坦遭受了暴力和武力威胁”。伊朗领导人多次表示反对肢解巴基斯坦，担心这会鼓励库尔德和俾路支分裂分子联合起来反对伊朗政府从而影响国内稳定和安全。伊朗对其向巴基斯坦供应武器的行为的正当性作出解释，理由是巴基斯坦在绝望中可能会拉近与中国的关系。
1971年12月东西巴基斯坦分裂为巴基斯坦和孟加拉国。这让伊朗致力于维护其东部稳定和领土完整。随着孟加拉国从巴基斯坦独立，巴基斯坦本身的声誉受到了严重的负面打击，伊朗建制派也开始质疑巴基斯坦是否可以保持国家完整。此事件导致伊朗对巴基斯坦的看法发生了重大变化。

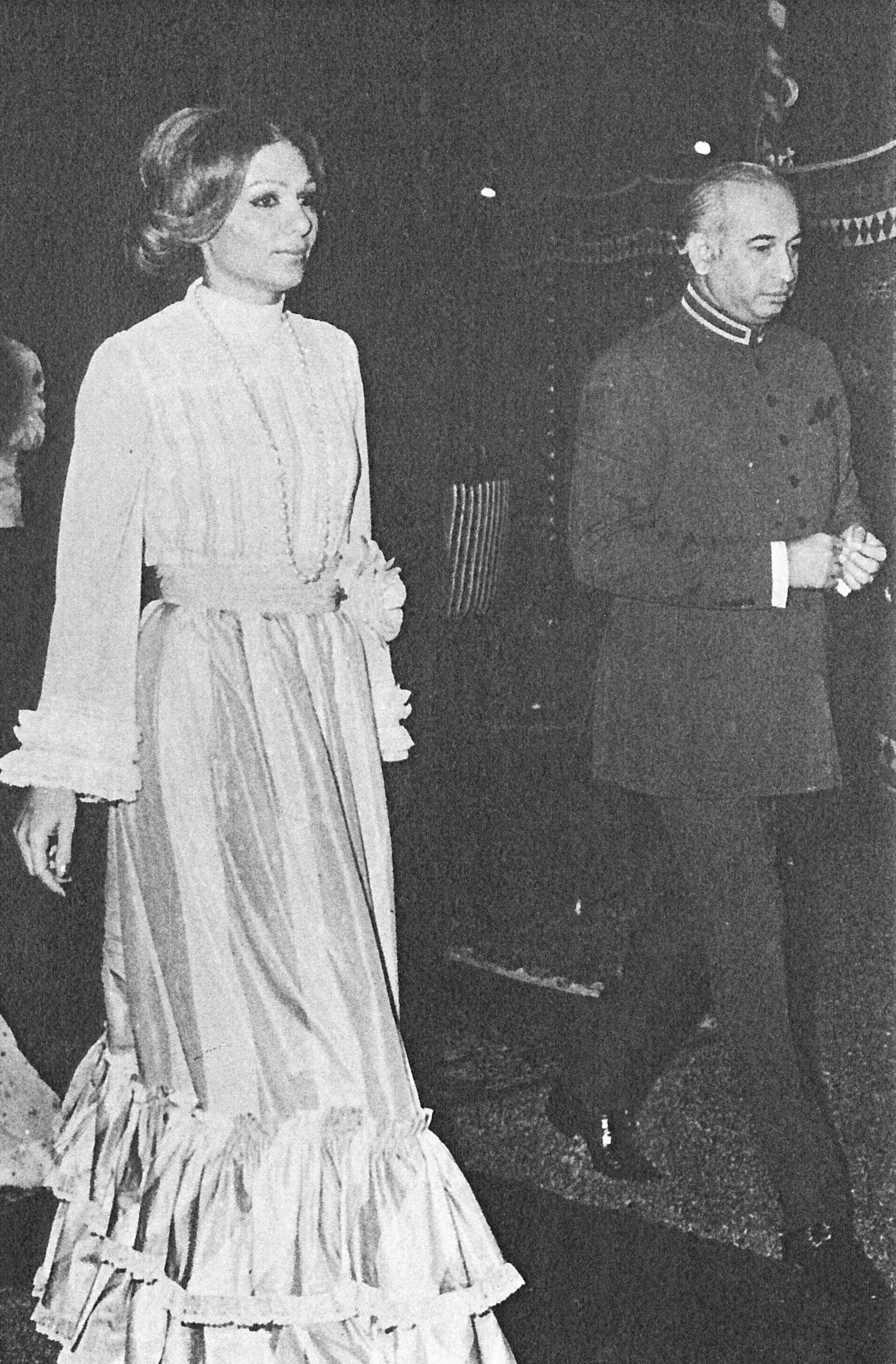
1972年巴基斯坦总统佐勒菲卡尔·阿里·布托会见伊朗女王法拉赫·巴列维

1973年，巴基斯坦俾路支省爆发大规模武装叛乱，伊朗担心俾路支叛乱可能蔓延到伊朗的锡斯坦和俾路支省，因此对巴基斯坦提供了大量支援。伊朗向巴基斯坦提供了军事装备（包括30架AH-1眼镜蛇攻击直升机）、情报和2亿美元的援助。时任巴基斯坦总理佐勒菲卡尔·阿里·布托政府宣称，正如1971年孟加拉国解放战争一样，印度仍是俾路支地区叛乱的幕后黑手。然而，印度政府否认与事件相关，并声称担心印度次大陆进一步巴尔干化。经过三年的战争，起义基本上被镇压了。

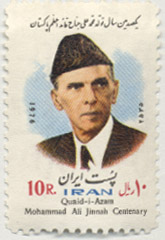
1976年的印有巴基斯坦创始人穆罕默德·阿里·真纳 (Muhammad Ali Jinnah)伊朗邮票

除了军事援助外，伊朗还向巴基斯坦提供了大量的经济援助，包括低价的石油和天然气。巴基斯坦是一个发展中国家和小国，而伊朗在20世纪60-70年代拥有世界第五大军事力量、强大的经济/工业基础，并且是无可争议的地区大国。然而，当时伊朗在经济发展和军事建设上完全依赖美国，这导致了与苏联结盟的阿拉伯世界的对伊朗的敌意。 1974年，由于当时伊朗国王巴列维因利比亚领导人卡扎菲受到巴基斯坦邀请参加于拉合尔举行的伊斯兰会议而拒绝出席，双方关系一度紧张。 1976年末，伊朗促成了巴基斯坦和阿富汗之间的和解。
伊朗惊讶于1974年印度进行核试验（代号“微笑佛陀行动”）而对此事反应冷淡。 1977年对伊朗进行国事访问期间，巴基斯坦总理布托试图说服伊朗支持巴基斯坦的秘密原子弹项目。尽管伊朗未正式回应，但有迹象表明伊朗拒绝向巴基斯坦提供帮助。
1977年7月巴基斯坦总理布托在军事政变中被迫下台。穆罕默德·齐亚·哈克将军领导下的新军事独裁政府在意识形态上极端保守，其性质和做法以宗教为导向，因此与巴列维王朝关系紧张。 
20世纪80年代，什叶派占多数的伊朗和逊尼派占多数的巴基斯坦之间的关系因教派紧张局势而变得非常紧张，巴基斯坦什叶派穆斯林称他们在巴基斯坦总统穆罕默德·齐亚·哈克将军的军事独裁政府偏向逊尼派的伊斯兰化计划中受到歧视。 1979年伊斯兰革命后，伊朗和沙特阿拉伯逐渐开始利用巴基斯坦对德奥班迪的支持将其作为其代理人宗派冲突的战场。 由于伊朗反对塔利班控制的阿富汗，20世纪90年代阿富汗内战期间，塔利班在阿富汗的活动成为了伊朗关切的问题。

#### 伊朗伊斯兰革命后的关系
布托在军事政变中被穆罕默德·齐亚·哈克推翻。半年后，伊朗爆发了伊斯兰革命，推翻了伊朗国王巴列维并建立了伊斯兰共和国。1979年，巴基斯坦是世界上最早承认伊朗新革命政权的国家之一。巴基斯坦外交部长阿加·沙希立即对德黑兰进行了国事访问，于1979年3月10日与伊朗外交部长卡里姆·桑贾比会晤。双方都表示相信伊朗和巴基斯坦将共同走向一个更加光明的未来。阿加·沙希与伊朗最高领袖鲁霍拉·霍梅尼进行了会谈，讨论了该地区的发展。
伊朗最高领袖鲁霍拉·穆萨维·霍梅尼退出了中东防务组织（CENTO）并结束了与美国的关系。伊朗的霍梅尼是什叶派穆斯林，巴基斯坦的吉亚是逊尼派穆斯林。尽管存在什叶派和逊尼派之间的分歧，但对泛伊斯兰身份的共同渴望成为伊朗–巴基斯坦塑造关系的重要因素。1979年4月11日，吉亚·乌尔·哈克曾经声称“霍梅尼是伊斯兰起义的象征”，霍梅尼则呼吁穆斯林团结。他宣称：“与巴基斯坦的关系基于伊斯兰。”根据《圣训集》，1988年5月（1408年舍瓦尔月15日），在回应吉亚·乌尔·哈克的開齋節贺卡时，霍梅尼向吉亚·乌尔·哈克致以和平与怜悯。

#### 伊朗对巴基斯坦什叶派社群的影响
伊朗领导人曾试图将其影响力扩展到巴基斯坦，并对沙特的影响进行反制。因此，在许多受政治化的巴基斯坦什叶派人中，支持伊朗的立场仍然很普遍。许多巴基斯坦什叶派的网站和书籍充满了宣扬霍梅尼政权的文章。巴基斯坦曾再次与美国建立密切关系，并在未来几十年中基本上保持了这一立场，直到伊姆兰·汗的巴基斯坦正义运动党上台。

### 两伊战争战争期间巴基斯坦对伊朗的支持
1979年伊朗发生革命，伊朗最高领袖的威胁要在伊朗周边地区输出“红什叶派”的革命影响，最终导致由美国和阿拉伯世界其他国家支持的萨达姆·侯赛因主导的逊尼派伊拉克于1980年入侵伊朗，标志着持续八年两伊战争的开始。尽管巴基斯坦基本上保持中立，但伊朗的鲁霍拉·霍梅尼继续威胁要输出革命加剧了巴基斯坦逊尼派和什叶派之间的紧张关系。受伊朗革命的启发，伊拉克和巴基斯坦等邻国的什叶派穆斯林中崛起的激进主义让巴基斯坦的许多逊尼派穆斯林感到深受威胁。尽管巴基斯坦总统吉亚有亲沙特、亲逊尼和反什叶的立场，但他意识到由于其与美国的联盟，惧怕巴基斯坦有可能被卷入与这场战争造成巴基斯坦无法面对东部来自印度的威胁。为了支持1981年成立的海湾阿拉伯国家合作委员会，巴基斯坦军队派遣了约40,000名军事人员驻扎在沙特阿拉伯以加强该地区的内外安全。1987年在沙特阿拉伯麦加发生1987年麦加惨案在巴基斯坦引发了广泛的骚乱和谴责，但吉亚·乌尔·哈克始终保持中立，并强烈命令驻扎在海湾的巴基斯坦军队不得参与与任何涉及方的冲突。许多美国制造的飞弹和各种中国武器弹药最初是为阿富汗圣战者对抗苏联而运送到巴基斯坦的，但实际上被转卖给了伊朗，这对伊朗在与伊拉克的坦克战争中起到了决定性的作用。尽管来自美国和其他阿拉伯国家的巨大压力并部署军队在沙特防御伊朗，巴基斯坦从未公开支持伊拉克并其仍向伊朗提供了援助。

### 苏联入侵阿富汗和阿富汗内战
1979年12月，苏联入侵阿富汗，支持亲苏得阿富汗民主共和国镇压伊斯兰主义以保护其在中亚的利益，和回应美国在中东的主导地位。1980年，伊拉克在两个超级大国（美国和苏联）及其他主要大国的支持下入侵伊朗，造成了孤立的伊朗与巴基斯坦关系的改善。在苏阿战争期间，巴基斯坦与美国和中国一同秘密支持在阿富汗占多数逊尼派普什图人群体，但伊朗主要支持什叶派塔吉克族群体，尽管他们都作为阿富汗圣战士联合起义，反对苏联侵略者。
1989年后在苏联从阿富汗撤军后，伊朗和巴基斯坦之间的竞争加剧。巴基斯坦在贝娜兹尔·布图的领导下明确支持阿富汗的塔利班力量，这在苏阿战争结束后的阿富汗内战期间与伊朗发生了分歧。伊朗则更加靠拢巴基斯坦的对手印度。在苏联撤军后，巴基斯坦持续不断地支持阿富汗的逊尼派塔利班组织成为了伊朗的关切的问题，因为伊朗反对由阿富汗由塔利班掌权。巴基斯坦支持的塔利班与伊朗支持的北方联盟在阿富汗交战，塔利班控制了包括首都喀布尔在内的90%的领土。塔利班建立了伊斯兰阿富汗酋长国，并开始实施极端保守和激进的瓦哈比法规。正如巴基斯坦外交官所言，要同时与以色列、沙特阿拉伯、美国和伊朗保持良好关系是困难的，因为每个国家之间都存在反复的敌对关系，特别是伊朗与这三个国家的敌对关系。1995年，布图进行了对伊朗的长时间国事访问，大大缓和了两国关系。在一次公开会议上，她对伊朗和伊朗社会表示高度评价。然而，巴基斯坦境内什叶派激进分子的活动增加，使两国关系进一步紧张。根据国际特赦组织的报道，塔利班于1998年占领了马扎里沙里夫，导致成千上万的什叶派穆斯林遭到屠杀。1998年，伊朗指责塔利班政府的军队劫持了11名伊朗外交官、35名伊朗卡车司机和一名伊朗记者并将他们处决。伊朗在阿富汗-伊朗边境集结了超过30万名军队，并威胁入侵阿富汗推翻塔利班政权。这一事件加剧了伊朗与继续支持塔利班政府的巴基斯坦之间的关系紧张。1998年5月，巴基斯坦首次在其俾路支省进行了核试验以回应印度数天前的核试验，这两个事件最终导致联合国对巴基斯坦和印度实施制裁，但没有阻止两国继续进行更多的核试验。巴基斯坦继美国、苏联、英国、法国、中国和印度之后成为世界上第七个拥有核武器的国家。巴基斯坦总理纳瓦兹·谢里夫于1997年9月7日承认了巴基斯坦为有核国家。伊朗对巴基斯坦进行核试验表示祝贺。

### 1990年代末期的双边和多边访问
1995年，巴基斯坦总理贝娜兹尔·布托对伊朗进行了国事访问，目的是为一项能源备忘录作准备，并制定两国之间的能源安全协议。随后，巴基斯坦总理纳瓦兹·谢里夫于1997年12月9日至11日访问了德黑兰，参加了第八届伊斯兰合作组织峰会。谢里夫与伊朗总统穆罕默德·哈塔米举行了会谈，旨在改善双边关系，同时寻找解决阿富汗危机的办法。
在军事独裁下担任巴基斯坦首席执行官的佩尔韦兹·穆沙拉夫于1999年12月8日至9日对德黑兰进行了为期两天的访问。这是他自1999年10月12日的军事政变和随后夺取权力以来对伊朗的首次访问，也是他的第三次国际之旅。穆沙拉夫与伊朗总统穆罕默德·哈塔米和伊朗最高领袖阿里·哈梅内伊举行了会谈。此次访问旨在让穆沙拉夫解释他在巴基斯坦夺权的原因。
会谈包括对阿富汗局势的讨论，旨在使两国“协调我们两国的政策，通过和解和对话促进和平进程，使阿富汗各方达成和解”。
1998年，伊朗指责巴基斯坦在阿富汗巴米扬犯下战争罪行，声称巴基斯坦战机轰炸了阿富汗最后的什叶派据点，以支持塔利班政府。

### 2000年以来的关系

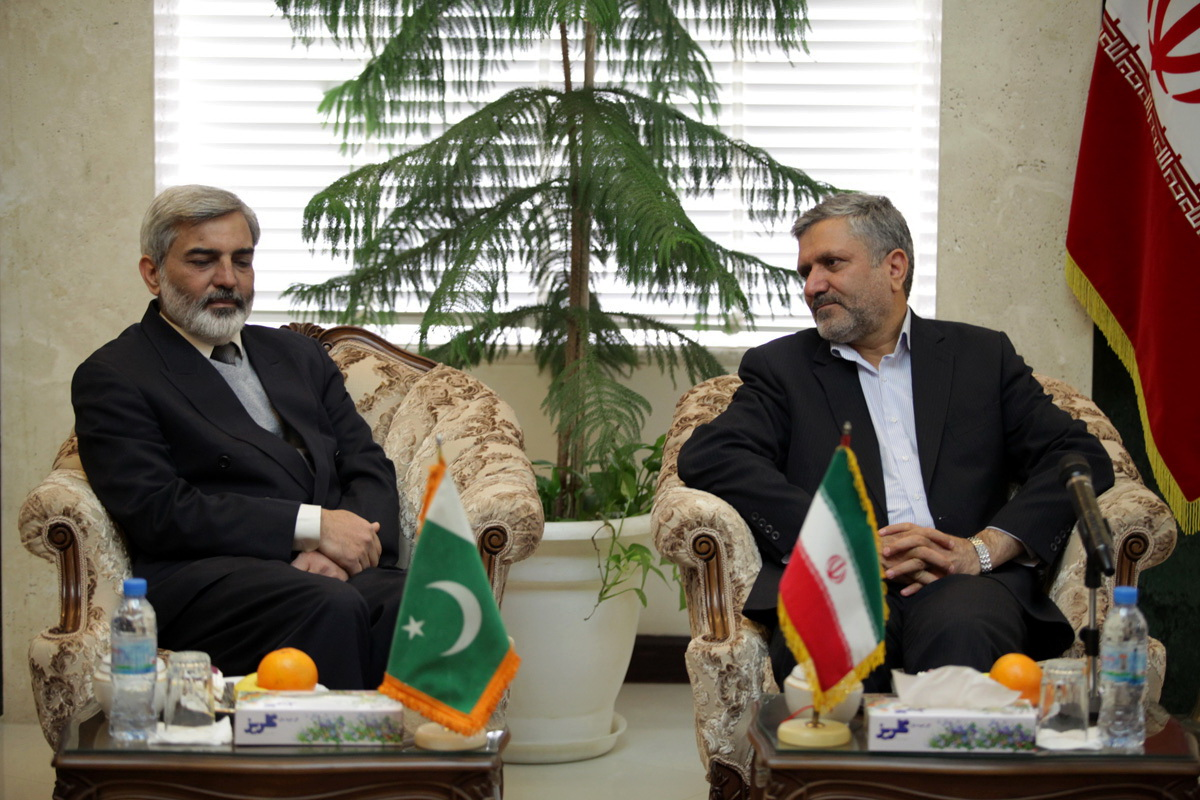
巴基斯坦总领事卡齐·哈比布·乌尔·雷曼与马什哈德市市长赛义德·索拉特·莫塔扎维会面。

自2000年以来，伊朗和巴基斯坦之间的关系朝着正常化方向发展，经济合作得到了加强。九一一袭击事件改变了两国的外交政策重心。乔治·W·布什政府在袭击后对恐怖主义采取强硬立场，迫使时任巴基斯坦总统佩尔韦兹·穆沙拉夫支持华盛顿对阿富汗塔利班的反恐战争。随后的美国主导的联军入侵推翻了了塔利班政权。尽管伊朗官员最初对入侵和推翻塔利班表示欢迎，但他们很快发现自己被美军包围，包括巴基斯坦、阿富汗、中亚和波斯湾地区。
乔治·W·布什将伊朗伊斯兰共和国列为“邪恶轴心”的一部分，这也使一些伊朗官员认为德黑兰可能是下一个进行政权更迭的对象，断送了在穆罕默德·哈塔米领导下伊朗与美国关系中发生的任何缓和迹象。布什强调变革外交和民主化，并伴随着激进的美国军事行动，进一步令伊朗领导人感到担忧。
然而，地缘政治的变化两国之间的战略变得一致，伊朗表示有兴趣加入的“一带一路”倡议的中巴经济走廊。随着巴基斯坦和美国的疏远，中国已成为伊朗和巴基斯坦最重要的战略伙伴。在前巴基斯坦总理伊姆蘭·汗的政策下，两国之间的外交关系最近得到了改善，他试图扩大巴基斯坦与伊朗的关系，并共同支持2021年塔利班接管阿富汗后的稳定。他还提出愿意在沙特阿拉伯和伊朗之间的持续代理冲突中担任调解人。

## 军事与安全

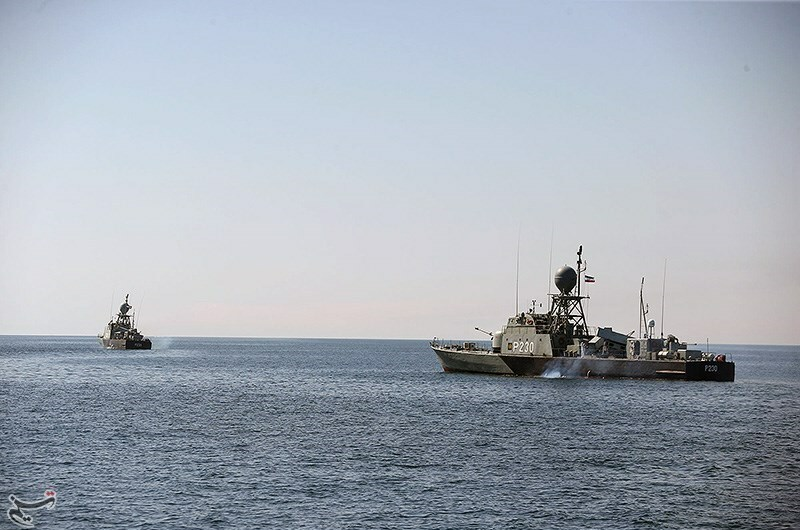
2014年伊朗和巴基斯坦海上军演

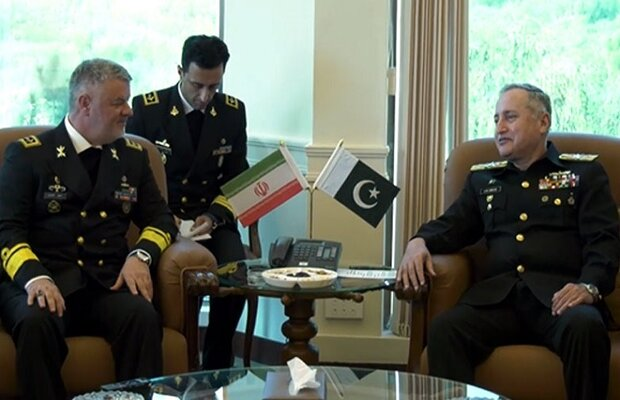
伊朗海军司令侯赛因·坎扎迪海军上将和巴基斯坦海军总司令扎法爾·馬哈茂德·阿巴西于2019年12月讨论了在海事领域的合作

伊朗对巴基斯坦的支持可以追溯到20世纪60年代，当时伊朗向巴基斯坦提供了美国的军事武器和备件，因为美国中断了对巴基斯坦的军事援助。在1971年印巴战争之后，巴基斯坦总理佐勒菲卡尔·阿里·布托认为军事联盟未能保护巴基斯坦却使其与苏联关系恶化后，立即退出了中部公約組織和東南亞條約組織。在1974-77年的俾路支斯坦衝突，双方进行了严肃的军事合作来镇压该武装分裂主义运动，约有10万名巴基斯坦和伊朗军队参与。并在1978-80年成功镇压了起义。2014年5月，两国同意在边境地区联合打击恐怖分子和毒品贸易。
2019年伊朗哈什扎黑丹自殺式炸彈襲擊造成27名伊斯兰革命卫队成员死亡，13人受伤，伊朗官员谴责巴基斯坦。伊朗伊斯兰革命卫队少将穆罕默德·阿里·贾法里要求巴基斯坦在德黑兰采取行动打击武装组织贾希勒-阿德尔，然后进行复仇。2019年2月，伊朗外交部发言人巴赫拉姆·加塞米表示，伊朗不会容忍巴基斯坦无法阻止自巴向伊的越境袭击。巴基斯坦提出与伊朗合作调查这起爆炸事件，并对袭击的受害者表示同情。巴基斯坦的代表团计划前往伊朗。2020年5月12日，在巴基斯坦与伊朗边界发生的一起恐怖袭击中，造成六名巴基斯坦士兵死亡，一人受伤。巴基斯坦军队总参谋长卡马尔·贾韦德·巴杰瓦与伊朗伊斯兰共和国武装部队总参谋长穆罕默德·巴格里进行了电话会谈，双方讨论了应对当前持续的2019冠状病毒病疫情大流行并同意加强边境安全。
伊朗空军已从巴基斯坦订购了约25架MFI-17教练机。

### 俾路支斯坦叛乱
巴基斯坦和伊朗都面临着俾路支分离主义分子的袭击，导致两国关系恶化并相互指责。巴基斯坦方面指責伊朗對俾路支解放军提供庇護，而伊朗方面指責巴基斯坦為正義之軍提供庇護。
2021年9月，巴基斯坦军方表示，有人在伊朗一側對巴基斯坦的边境哨所發動袭击，造成一名巴基斯坦士兵丧生，另一名士兵受伤。没有组织声称对此负责，伊朗当局也未发表评论。2023年6月，伊朗巴基斯坦边境又发生了一起袭击，一些巴基斯坦边防巡逻员丧生。在此之前的几天，边境发生了另一起恐怖袭击，造成5名伊朗边防官员丧生。
2024年1月16日，伊朗对位于巴基斯坦境内的俾路支恐怖组织杰希乌勒阿德尔的总部进行了无人机和导弹打击，导致2名儿童死亡。巴基斯坦外交部发言人表示“巴基斯坦保留对这一非法行为做出回应的权利”。2024年1月17日，巴基斯坦宣布召回大使，抗議伊朗对其领土发射导弹和无人机袭击。同一天，巴基斯坦宣称打擊了伊朗境内与巴基斯坦接壤的锡斯坦-俾路支斯坦省一个村庄。2024年1月18日，巴基斯坦宣佈对伊朗的锡斯坦和俾路支斯坦省的恐怖分子發動诛杀叛乱者行动，导致4名儿童和3名妇女死亡。与伊朗一样，巴基斯坦声称针对的是俾路支激进分子组织恐怖分子。巴基斯坦警告称伊朗若再侵犯巴基斯坦领空和主权将面临后果，并威胁斷絕与伊朗之間的外交关系。1月19日，巴基斯坦方面决定通过对话和外交方式解決與伊朗之間的問題。
2024年4月22日，巴基斯坦和伊朗之間簽署8項協議。4月23日，正在巴基斯坦訪問的伊朗总统赛义德·易卜拉欣·莱希表示，伊朗和巴基斯坦双方同意稳定巴基斯坦和伊朗之間的双边关系。